# 欖色細齒笛鯛
欖色細齒笛鯛（学名：Aphareus furca），又名叉尾鯛、小齒藍鯛，为笛鯛科叉尾鯛屬下的一个种。